# Родзін Микола Іванович
Мико́ла Іва́нович Ро́дзін (* 28 березня 1924, Новоселівка — 2 березня 1978, Дніпропетровськ) — український графік родом з Харківщини.
1941 року добровольцем вступив до винищувального батальйону, навчався у військовому училищі, був на фронті. Після поранення 1945 року повернувся до Дніпропетровська і продовжив навчання, вчився у Михайла Паніна.
Заслужений художник УРСР.

## Твори
Серії офортів:
- «Індустріальні мотиви» (1955),
- «Каховська ГЕС» (1956—1957),
- «Дніпропетровське — місто чавуну, сталі і прокату» (1957),
- «Рідний Край». (1967) та ін.